# Jukums Vācietis
Jukums Vācietis (rusky Иоаким Иоакимович Вацетис , 23. listopadu 1873 Jaunmuiža – 28. července 1938 Kommunarka) byl lotyšský vojenský velitel. Bojoval v řadách Rudé armády, ačkoli nikdy nebyl členem komunistické strany.
Pocházel z chudé venkovské rodiny, proto vstoupil roku 1891 do armády, aby mohl studovat na státní náklady. Absolvoval vilniuskou junkerskou školu (1897) a akademii generálního štábu (1909), za první světové války sloužil u Lotyšských střelců, roku 1916 byl povýšen na plukovníka.
Po vypuknutí říjnové revoluce přešel se svým oddílem na stranu bolševiků, bojoval proti jednotkám Józefa Dowbor-Muśnického a potlačil povstání eserů v Moskvě v létě 1918, v září 1918 byl jmenován vrchním velitelem sovětských ozbrojených sil.
Podílel se na neúspěšném pokusu zavést v Lotyšsku sovětskou moc, po jeho ztroskotání byl v roce 1919 zatčen a obviněn z kontrarevoluční činnosti, ale pro nedostatek důkazů byl omilostněn. Po válce žil v Moskvě, přednášel na Frunzeho vojenské akademii a publikoval řadu vojenskohistorických spisů.
V listopadu 1937 byl zatčen a obviněn z členství ve „fašisticko-teroristické špionážní organizaci“. Byl zastřelen na polygonu Kommunarka nedaleko Moskvy. V roce 1957 byl rehabilitován.